# Johann Andreas Benignus Bergsträsser

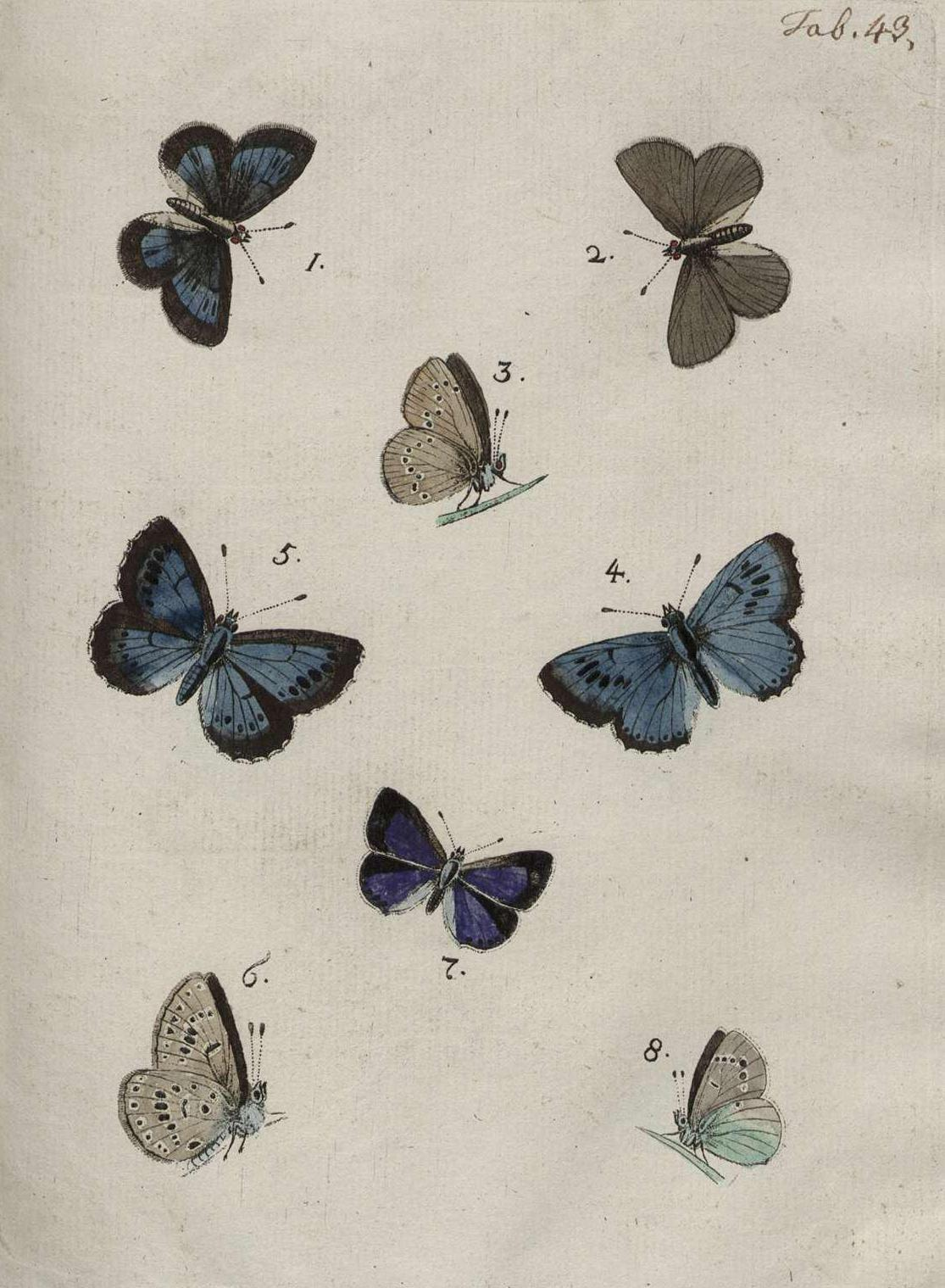
Planche extraite de sa Nomenclatur und Beschreibung der Insecten in der Grafschaft Hanau.

Johann Andreas Benignus Bergsträsser est un naturaliste, né le 21 décembre 1732 à Idstein et mort le 24 décembre 1812 à Hanau.

## Biographie
Johann Andreas Benignus Bergsträsser est né le 21 décembre 1732 à Idstein, fils de Wilhelm Gottfried Bergsträsser (1701-) et Christine Ottilie Petri (1693-1761). Il est le 5e enfant sur 5 ; il a un frère et trois sœurs. Il s'est marié le 21 novembre 1760 avec Clara Margarethe CANCRIN (1739-1814), qui lui donnera une dizaine d'enfants.
Bergsträsser fut recteur de l’université d'Hanau. Il a consacré sa vie à l’étude de la télégraphie, écrivant sur ce sujet plusieurs ouvrages et construisant un très grand nombre d’appareils télégraphiques. Le mérite principal de ses travaux se trouve dans les perfectionnements qu’il a apportés au vocabulaire de la correspondance télégraphique, et à la codification sommaire qu'il a apportée, avec des chiffres pour une série de mots clés. Il n'a pas développé de système à grande échelle.
Il a créé un télégraphe vivant en 1787, en permettant à un régiment prussien de transmettre des signaux codifiés sous la forme de divers mouvements de leurs bras, chaque mouvement correspondant à un chiffre en présence du prince de Hesse-Cassel.
Il est mort le 24 décembre 1812 à Hanau.

## Travaux
Ses travaux sur le synthematographe ont contribué à l'apparition du télégraphe.

## Œuvres
(Sélection)
- Chronologiae historicae particula prima (-secunda), scholarum in usus concinnatae, qua ad solemnem lycei lustrationem... (Hanovre, deux volumes, 1778).
- Nomenclatur und Beschreibung der Insecten der Grafschaft Hanau-Münzenberg... (Hanau, deux volumes, 1778-1780).
- Jo. Andr. Benigni Bergstraesseri... Icones papilionum diurnorum quotquot adhuc in Europa occurrunt descriptae... Decuria prima, oder Abbildungen und Beschreibungen aller bekannten europaeischen Tagfalter. Erstes Zehendt (Hanovre, trois parties, 1779-1781).
- Ueber sein am ein und zwanzigsten Decembr. 1784 angekündigtes Problem einer Korrespondenz in ab- und unabsehbaren Weiten der Kriegsvorfälle, oder über Synthematographik... (Hanau, trois volumes, 1785-1788).
- Ueber Signal-, Order- und Zielschreiberei in die Ferne... oder über Synthematographe und Telegraphe in der Vergleichung... (Francfort-sur-le-Main, 1795).